# Rudolf Risch
Rudolf Risch (ur. 20 stycznia 1908 w Berlinie, zm. 22 sierpnia 1944 w Tighinie) – niemiecki kolarz szosowy, brązowy medalista mistrzostw świata.

## Kariera
Największy sukces w karierze Rudolf Risch osiągnął w 1930 roku, kiedy zdobył brązowy medal w wyścigu ze startu wspólnego amatorów podczas mistrzostw świata w Liège. W zawodach tych wyprzedzili go jedynie dwaj Włosi: Giuseppe Martano oraz Eugenio Gestri. Był to jednak jedyny medal wywalczony przez Rischa na międzynarodowej imprezie tej rangi. Na rozgrywanych rok później mistrzostwach świata w Kopenhadze w tej samej konkurencji był trzynasty. Ponadto w 1929 roku wygrał Rund um Berlin, a trzy lata później był najlepszy w Rund um die Hainleite. Dwukrotnie startował w Tour de France, najlepszy wynik osiągając w 1934 roku, kiedy zajął 38. miejsce w klasyfikacji generalnej. Trzykrotnie zdobywał medale szosowych mistrzostw kraju. Nigdy nie wystąpił na igrzyskach olimpijskich. Jako zawodowiec startował w latach 1932-1936.